# Schenevus, New York
Schenevus, New York (енгл. Schenevus) насељено је место без административног статуса у америчкој савезној држави Њујорк.

## Демографија
По попису из 2010. године број становника је 551.
| Група             | 2000.    | 2010.       |
| Белци             | 0 (0,0%) | 526 (95,5%) |
| Афроамериканци    | 0 (0,0%) | 7 (1,3%)    |
| Азијати           | 0 (0,0%) | 1 (0,2%)    |
| Хиспаноамериканци | 0 (0,0%) | 10 (1,8%)   |
| Укупно            | 0        | 551         |